# Сахаджа йога
Сахаджа йога («Сахаджа» у цьому випадку означає «народжений з», а «йога» означає «союз») є формою медитації, створеною Нірмалою Шрівастава, відомішою як Шрі Матаджі Нірмала Деві, або ж «Мати» серед послідовників, які вірять, що вона є інкарнацією Аді Шакті, першозданної божественної енергії. Термін сахаджа йога також використовується стосовно організації Sahaja Yoga International (Vishwa Nirmala Dharma), нової релігійної течії, заснованої нею у 1970 році в Нарголі, Індія.

## Медитація в сахаджа йозі

### Вчення
Сахаджа йога вчить, що є сім основних енергетичних точок, або чакр, у тонкому тілі, які можуть бути збалансовані пробудженням кундаліні, зазвичай латентною енергією, що є в кожній людській істоті. Коли самореалізація досягнена, людина відчує прохолодний вітерець на верхівці голови. Якщо є відчуття тепла або жару, то тіло не досягло такого балансу. Сахаджа йога стверджує, що пропонує простіший шлях, навіть названий «негайний», до досягнення цього стану, ніж інші традиційні методи, такі як хатха-йога, що опирається на фізичні пози і дихальні вправи для досягнення самореалізації.